# Karl Seiter
Karl Hermann Seiter (* 23. Juli 1949 in Herxheim bei Landau/Pfalz; † 18. Februar 2021 in Bad Dürkheim) war ein deutscher Bildhauer. Sein Kunststudium absolvierte er an der Universität der Künste Berlin (1971–1973) und an der Staatlichen Akademie der Bildenden Künste Karlsruhe (1973–1977).

## Werke
Seine Werke – figürliche Skulpturen aus Sandstein und aus Bronze – befinden sich im öffentlichen Raum in Bad Dürkheim, Deidesheim, Kaiserslautern, Philippsburg und auf dem Skulpturenweg Schweinstal.
Karl Seiter hat auch die 2,40 m langen und 40 kg schweren Fischskulptur-Rohlinge für die Aktion „fishing for fantasy“ geschaffen, die zum 725. Stadtjubiläum der Stadt Kaiserslautern im Jahr 2001 ins Leben gerufen wurde. Ziel dieser Aktion war es, ganz Kaiserslautern mit mehr als 240 Fisch-Skulpturen in ein Freilicht-Aquarium zu verwandeln. Firmen, Institutionen, Behörden und Privatpersonen – auch ganze Schulklassen und Kindergartengruppen –  beteiligten sich an der Aktion, erwarben die Rohlinge und gestalteten sie künstlerisch.

### Skulpturen (Auswahl)
| Bezeichnung                                  | Bild           | Standort | Errichtung Einweihung | Weitere Informationen               |
| -------------------------------------------- | -------------- | --- | --------------------- | ----------------------------------- |
| Sitzende Frau                                |                | Kaiserslautern, rechts vor der Fußgängerbrücke zum Universitätswohngebiet der RPTU, Teil des Skulpturenpark TU Kaiserslautern (Lage) | 1982                  | Die Skulptur besteht aus Sandstein. |
| Ohne Titel                                   |                | Skulpturenweg Schweinstal (Landkreis Kaiserslautern)                                                                                 | 1986                  | Die Skulptur besteht aus Sandstein. |
| Geschichts- und Brauchtumsbrunnen            | weitere Bilder | Deidesheim, Königsgarten (Landkreis Bad Dürkheim) (Lage)                                                                             | 2003                  | Die Skulpturen bestehen aus Bronze. |
| Nymphe (Bad Dürkheim) (auch: Isenach-Nymphe) |                | Bad Dürkheim, in der Gerberstraße, an der Isenach (Landkreis Bad Dürkheim) (Lage)                                                    | 2014                  | [ 9 ] [ 10 ] [ 11 ]                 |
| Drei Geißen                                  |                | Philippsburg, Marktplatz (Landkreis Karlsruhe, Baden-Württemberg) (Lage)                                                             | 2020                  | Die Skulpturen bestehen aus Bronze. |